# Kolonia Góra Puławska
Kolonia Góra Puławska (do 2008 Góra Puławska-Kolonia) – wieś w Polsce położona w województwie lubelskim, w powiecie puławskim, w gminie Puławy. Do 2007 roku nosiła nazwę Góra Puławska-Kolonia.
W latach 1975–1998 miejscowość administracyjnie należała do ówczesnego województwa lubelskiego.
Wieś stanowi sołectwo gminy Puławy. Według Narodowego Spisu Powszechnego z roku 2011 wieś liczyła 259 mieszkańców.
Wierni Kościoła rzymskokatolickiego należą do parafii św. Wojciecha w Górze Puławskiej.